# Damir Bičanić
Damir Bičanić (Vukovár, 1985. július 29. –) olimpiai bronzérmes horvát válogatott kézilabdázó.

## Pályafutása

### Klubcsapatokban
Pályafutását az Umag csapatában kezdte, majd Eszéken át került az Agram Medveščak csapatához 2005-ben. A következő szezonban a nemzetközi kupákban, a Challenge Cup-ban is bemutatkozhatott. 2007 januárjában szerződtette az RK Zagreb. Két-két bajnoki címet és Horvát Kupát nyert a csapattal, majd Spanyolországba igazolt az Ademar León együtteséhez. Két idényt töltött a Leónnál, amellyel kupagyőztes volt, majd a francia élvonalban szereplő Chambéry játékosa lett.
2017 nyaráig, hét szezonon át játszott a csapatban, ekkor tért vissza hazájába, az RK Zagrebhez. 2020 májusában bejelentette a visszavonulását.

### A válogatottban
A horvát válogatottnak 2005 és 2015 között volt tagja. Részt vett a 2012-es londoni olimpián, ahol bronzérmet nyert a csapattal. 2010-ben Európa-bajnoki ezüst-, 2013-ban világbajnoki bronzérmes volt.

## Sikerei, díjai
RK Zagreb
- Horvát bajnok: 2006–07, 2007–08, 2017–18
- Horvát kupagyőztes: 2007, 2008, 2018

Ademar León
- Spanyol kupagyőztes: 2009

Chambéry
- Bajnokok Trófeája: 2013